# Čang Čching-li
Čang Čching-li (čínsky pchin-jinem Zhāng Qìnglí; * 10. února 1951) je bývalý čínský komunistický politik, místopředseda celostátního výboru Čínského lidového politického poradního shromáždění (2013–2023, v letech 2018–2023 první místopředseda) a  generální sekretář shromáždění (2013–2018). Předtím byl tajemníkem chepejského provinčního výboru Komunistické strany Číny (2011–2013) a tajemníkem tibetského oblastního výboru KS Číny (2005–2011). V letech 2002–2022 byl členem širšího vedení komunistické strany jako člen jejího ústředního výboru. Před rokem 2005 zaujímal vysoké stranické a státní posty v Sin-ťiangu a krátce v provincii Kan-su (1998–1999). Do roku 1998 působil v rodné provincii Šan-tung, v níž roku 1971 začínal jako dělník v závodu na výrobu hnojiv a přes různé funkce v místní správě a aparátu KS Číny na okresní a prefekturní úrovni postoupil až na místo zástupce generálního sekretáře provinčního výboru KS Číny.

## Život
Čang Čching-li se narodil 10. února 1951 v okrese Tung-pching na východě provincie Šan-tung. Po střední škole nastoupil roku 1971 do závodu na výrobu hnojiv v rodném okrese, zprvu jako dělník, poté vedoucí dílny a zástupce tajemníka závodního výboru Komunistické strany Číny, do které vstoupil roku 1973. Od roku 1976 pracoval ve správě okresu Tung-pching jako zástupce ředitele úřadu pro obchod a dopravu, později zástupce tajemníka okresního výboru KS Číny. Od roku 1979 působil v aparátu ústředního výboru Komunistického svazu mládeže a současně studoval na Pekingské zemědělské univerzitě (1980–1981) a ústřední stranické škole (1983–1986). Roku 1986 se vrátil do Tung-pchingu na místo místostarosty (do 1988) a zástupce tajemníka okresního výboru KS Číny. Roku 1995 povýšil na tajemníka výboru KS Číny městské prefektury  Tchaj-an (ve které leží okres Tung-pching), koncem roku 1997 přešel do šantungského provinčního výboru KS Číny na místo zástupce vedoucího oddělení propagandy a pak zástupce generálního sekretáře.
V roce 1998 byl přeložen do provincie Kan-su, v níž byl nejdříve vedoucím oddělení propagandy provinčního výboru KS Číny, pak tajemníkem výboru KS Číny městské prefektury Lan-čou. Od roku 1999 vykonával funkci velitele Výrobního a stavebního sboru Sin-ťiang (do 2005). Získal postgraduální kvalifikaci v oboru zemědělského ekonomického managementu na Sin-ťiangské univerzitě Š’-che-c’, kde byl zapsán v letech 1999–2001. Na závěr XVI. sjezdu KS Číny v listopadu 2002 byl zvolen členem ústředního výboru (znovuzvolen 2007, 2012 a 2017, do 2022). V letech 2002–2005 byl také generálním ředitelem společnosti Xinjian Group a v letech 2004–2005 zástupcem tajemníka sinťiangského oblastního výboru KS Číny a místopředsedou vlády Ujgurské autonomní oblasti Sin-ťiang. Současně v letech 2003–2008 vykonával funkci poslance Všečínského shromáždění lidových zástupců.
V listopadu 2005 byl jmenován úřadujícím tajemníkem oblastního výboru KS Číny v Tibetské autonomní oblasti místo nemocného Jang Čchuan-tchanga  a v květnu 2006 tajemníkem řádně zvolen. V srpnu 2011 přešel na analogické místo do provincie Che-pej (tajemníka chepejského provinčního výboru KS Číny, do 2013), přičemž v Tibetu ho nahradil Čchen Čchüan-kuo.
V březnu 2013 byl zvolen místopředsedou celostátního výboru Čínského lidového politického poradního shromáždění (ČLPPS) a generálním sekretářem ČLPPS. V březnu 2018 byl zvolen prvním místopředsedou ČLPPS, přitom funkci generálního sekretáře ČLPPS předal Sia Pao-lungovi.
Na XX. sjezdu KS Číny v říjnu 2022 pro vysoký věk odešel z ústředního výboru; v březnu následujícího roku po uplynutí funkčního období opustil i politické poradní shromáždění a odešel na penzi.